# 무젠쌀쥐
무젠쌀쥐(Oligoryzomys moojeni)는 비단털쥐과 피그미쌀쥐속에 속하는 설치류이다. 브라질 중부에서만 발견되며, 세하두 지역과 대상림에서 서식한다. 종소명과 일반명은 19세기 브라질 동물학자 무젠(João Moojen)의 이름에서 유래했다. 핵형은 2n=70, FNa=84이다.